# L'Évasion (manga)
Pour les articles homonymes, voir L'Évasion.
L'évasion (Escape, Akira Toriyama, décembre 1981) est un manga en 4 pages publié dans le "Weekly Shonen Jump Special" et édité en français en 1998 par Glénat dans Akira Toriyama Histoires Courtes volume 2.

## L'histoire
L'action se déroule en 2070 sur la planète Umékobucha où une jeune fille fuit un assaillant étonnant...

## Analyse
En 1981, Toriyama dessine une courte histoire de quatre planches intitulée "Escape". Une action effrénée y règne. Le trait est épuré, les personnages travaillés et la chute est très originale. On sent ici que Toriyama n'a pas lésiné sur son temps et ses moyens. Réalisé entièrement en couleur, cette histoire remporte elle aussi un prix.